# 말토스
말토스(영어: maltose) 또는 엿당 또는 맥아당(麥芽糖)은 2분자의 포도당이 α(1→4) 글리코사이드 결합으로 연결된 이당류이며, 화학식은 C12H22O11이다. 이성질체인 아이소말토스에서 2분자의 포도당은 α(1→6) 글리코사이드 결합으로 연결되어 있다. 말토스는 녹말의 핵심적인 구조 모티프인 아밀로스의 2단위 구성원이다. β-아밀레이스가 녹말을 분해할 때, 한 번에 2분자의 포도당을 제거해서 말토스를 생성한다. 이러한 반응의 예가 발아 중인 종자에서 발견되는데, 이러한 이유로 인해 "맥아(malt, 엿기름)의 이름을 따서 "말토스(maltose)"로 명명되었다. 수크로스(설탕)과는 달리 말토스는 환원당이다.

## 역사 및 어원
말토스는 오귀스탱 뒤브룅포(Augustin-Pierre Dubrunfaut)에 의해 발견되었지만, 1872년 아일랜드의 화학자이자 양조업자인 코넬리우스 오설리번(Cornelius O'Sullivan)에 의해 확인되기 전까지는 뒤브룅포의 발견이 널리 받아들여지지 않았다. "말토스(maltose)"라는 이름은 "맥아(malt)"와  당과 다른 탄수화물의 이름에 사용되는 접미사 "-ose"의 결합에서 비롯되었다.
|  |

중국에서 말토스의 제조와 사용은 상나라까지 거슬러 올라간다. 일본에서 말토스의 사용은 진무 천황 때로 기록되어 있다. 같은 동아시아권인 한국에서도 비슷한 시기에 중국을 통해 말토스의 제조와 사용이 전해진 것으로 추정된다.

## 구조와 명명법
탄수화물은 일반적으로 기본 구성 단위인 단당류의 개수에 따라 단당류, 이당류, 다당류로 나눠지는데, 말토스는 이당류이다. 포도당은 6개의 탄소 원자를 포함하는 단당류인 육탄당이다. 2분자의 포도당 단위체는 각각 피라노스 형태이며, 첫 번째 포도당의 1번 탄소(C-1)가 두 번째 포도당의 4번 탄소(C-4)와 O-글리코사이드 결합으로 연결되어 있고, (1→4)로 표시한다. 아노머 탄소(C-1)에 대한 글리코사이드 결합이 6번 탄소(첫 번째 포도당의 C-6)의 CH2OH 치환기와 고리 평면에 대해 서로 반대 쪽에 위치하고 있으면, 이러한 결합을 α-로 표시한다. 아노머 탄소(C-1)에 대한 글리코사이드 결합이 6번 탄소의 CH2OH 치환기와 고리 평면에 대해 서로 같은 쪽에 위치하고 있다면 β(1→4) 글리코사이드 결합으로 분류되고, 생성되는 분자는 셀로비오스이다. 글리코사이드 결합에 참여하지 않는 두 번째 포도당 분자의 아노머 탄소(C-1)에 결합된 하이드록시기와 같은 고리의 CH2OH 치환기의 방향에 따라 α-아노머 또는 β-아노머가 될 수 있고, 결과적으로 α-말토스 또는 β-말토스가 생성된다. 말토스의 계통명은 α-D-글루코피라노실-(1→4)-D-글루코피라노스이다.
아이소말토스는 말토스의 이성질체로 α(1→4) 글리코사이드 결합 대신에 α(1→6) 글리코사이드 결합을 갖고 있다. α(1→6) 글리코사이드 결합은 글리코젠과 아밀로펙틴의 가지 부위에서도 발견된다.

## 특성

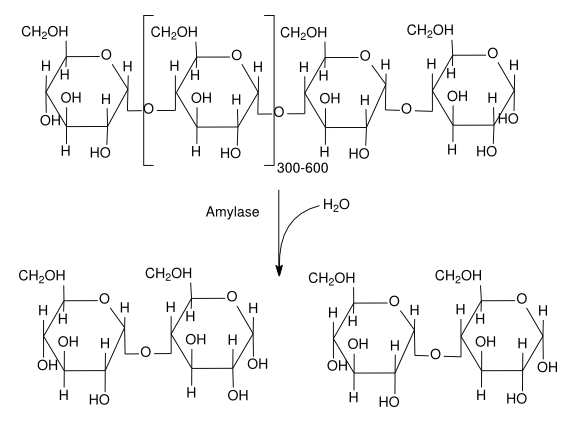
아밀레이스는 아밀로스를 가수분해하여 말토스를 생성한다.

말토스의 2개의 포도당 단위체 중 글리코사이드 결합에 참여하지 않는 아노머 탄소를 가진 포도당의 고리가 열리면 유리 알데하이드가 나타나기 때문에 말토스는 포도당과 마찬가지로 환원당이다. 말토스는 글리코사이드 결합의 가수분해를 촉매하는 말테이스에 의해 2분자의 포도당으로 분해될 수 있다.
아노머 탄소에서 다른 입체배치에 의해 형성되는 α-이성질체와 β-이성질체는 서로 다른 광학활성을 가지며, 수용액에서 이들 두 가지 이성질체는 평형을 이루기 때문에 말토스는 수용액에서 변광회전을 나타낸다.
말토스는 단맛이 나지만 농도에 따라 설탕 단맛의 약 30~60%의 단맛을 낸다. 10% 말토스 용액은 설탕 단맛의 35% 정도이다.

## 공급원과 흡수

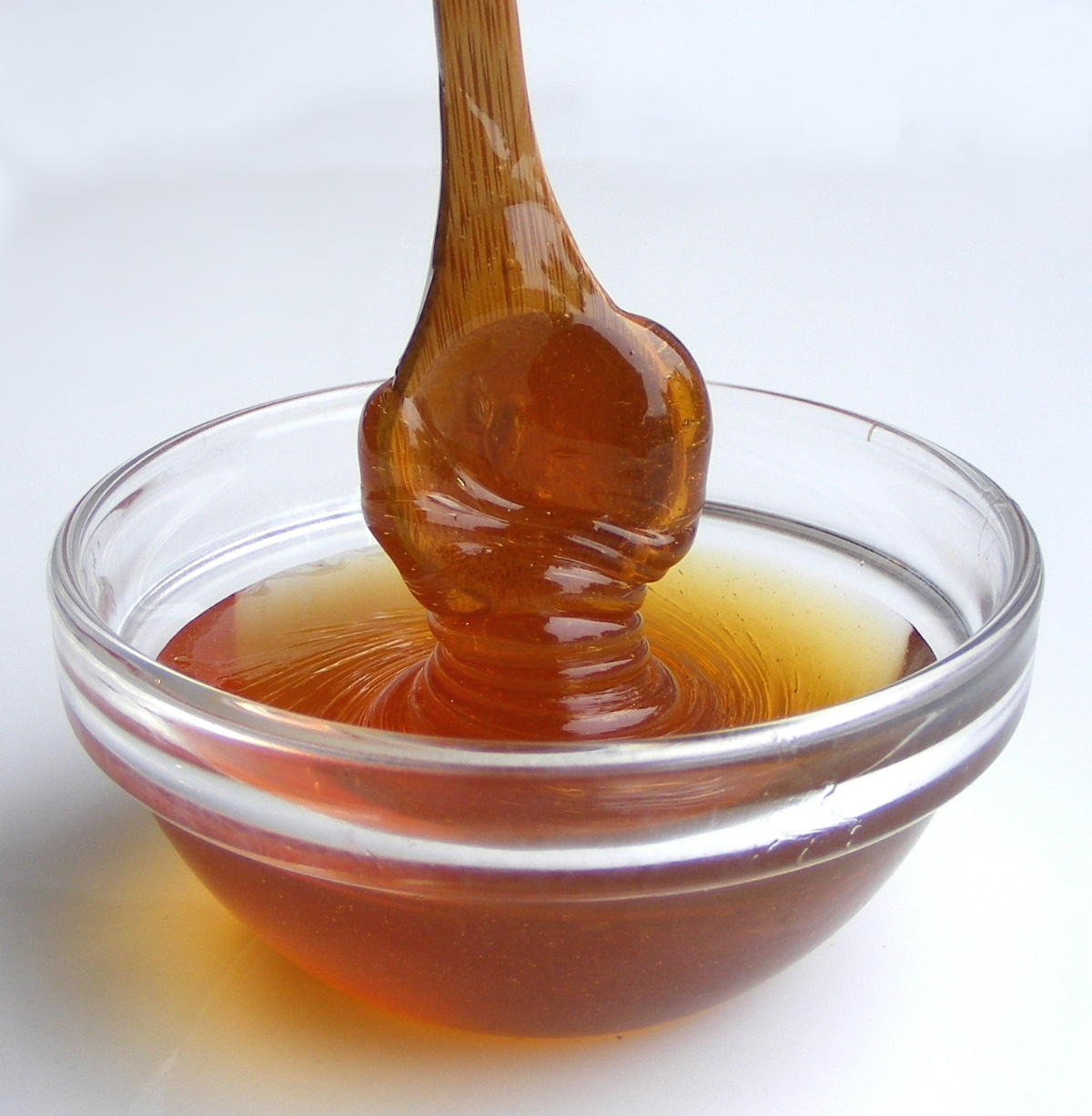
말토스 시럽

말토스는 곡물을 발아시키는 과정에서 얻어지는 물질인 맥아의 구성 성분이다. 또한 말토스는 말토덱스트린, 옥수수 시럽, 산처리 녹말과 같이 부분적으로 가수분해된 녹말 제품에서 매우 다양한 양으로 존재한다.
사람의 경우 말토스는 말테이스에 의해 분해되어 2분자의 포도당을 생성한다. 생성된 포도당은 분해되어 에너지를 생산하거나 글리코젠으로 저장될 수 있다. 사람에서 수크레이스, 아이소말테이스가 결핍되면 수크로스 불내성(sucrose intolerance)을 야기할 수 있지만 4가지의 서로 다른 말테이스가 있기 때문에 완전한 말토스 불내성(maltose intolerance)은 매우 드물다.